# Géographie du Venezuela

## Données de base
Localisation : Le Venezuela est situé au nord de l'Amérique du Sud, en bordure de la mer des Caraïbes et de l'océan Atlantique, entre la Colombie et le Guyana.
Coordonnées géographiques :8° 00′ N, 66° 00′ O
Superficie :
- totale : 912 050 km2
- terres : 882 050 km2
- surfaces immergées : 30 000 km2

Surface comparative : un peu moins de deux fois la France.
Frontières :
- longueur totale : 4 993 km
- pays limitrophes Brésil (2 200 km), Colombie (2 050 km) et Guyana (743 km).

Longueur des côtes : 2 800 km
Territoire maritime :
- zone contigüe : 15 milles nautiques (nmi)
- plateforme continentale : 200 m de profondeur, ou jusqu'à la profondeur d'exploitation.
- zone économique exclusive : 200 nmi
- eaux territoriales : 12 nmi

Climat : tropical, chaud et humide, mais plus modéré en altitude.
Territoire : la chaîne des Andes et les Maracaibo lowlands au nord-ouest ; plaines centrales (Ilanos ; Guiana Hignlands au sud-est.
Altitudes extrêmes :
- point le plus bas : mer des Caraïbes : 0 m
- point le plus haut : Pico Bolivar (La Columna) : 5 007 m.

Ressources naturelles : pétrole, gaz naturel, hydroélectricité, minerais de fer, or, bauxite, diamant et autres minéraux
Occupation du territoire :

- surfaces cultivables : 4 %
- zones cultivées : 1 %
- zones en pâture : 20 %
- forêts et zones boisées : 34 %
- autres : 41 % (estimation de 1993)

Surface irriguée : 1 900 km2 (estimation de 1993)
Note géographique : le pays se trouve sur les principales routes maritimes et aériennes entre le nord et le sud du continent américain.

## Hydrologie - Bilan hydrique du pays
De même que ses voisines, la Colombie et les Guyanes, le Venezuela fait globalement partie d'une des régions les plus arrosées de la planète.
D'après Aquastat, la hauteur d'eau annuelle moyenne des précipitations est de 1 875 mm, soit pour une superficie de 912 050 kilomètres carrés, un volume de précipitations annuelles de 1.710,094 kilomètres cubes (France 477,98 km3).
De ce volume précipité, l'évapo-transpiration et les infiltrations consomment 1.009,955 km3. Restent 700,139 kilomètres cubes de ressources d'eau superficielle produites sur le territoire du pays (en interne). De plus une quantité de 22,312 kilomètres cubes d'eau souterraine est produite chaque année, en interne également.

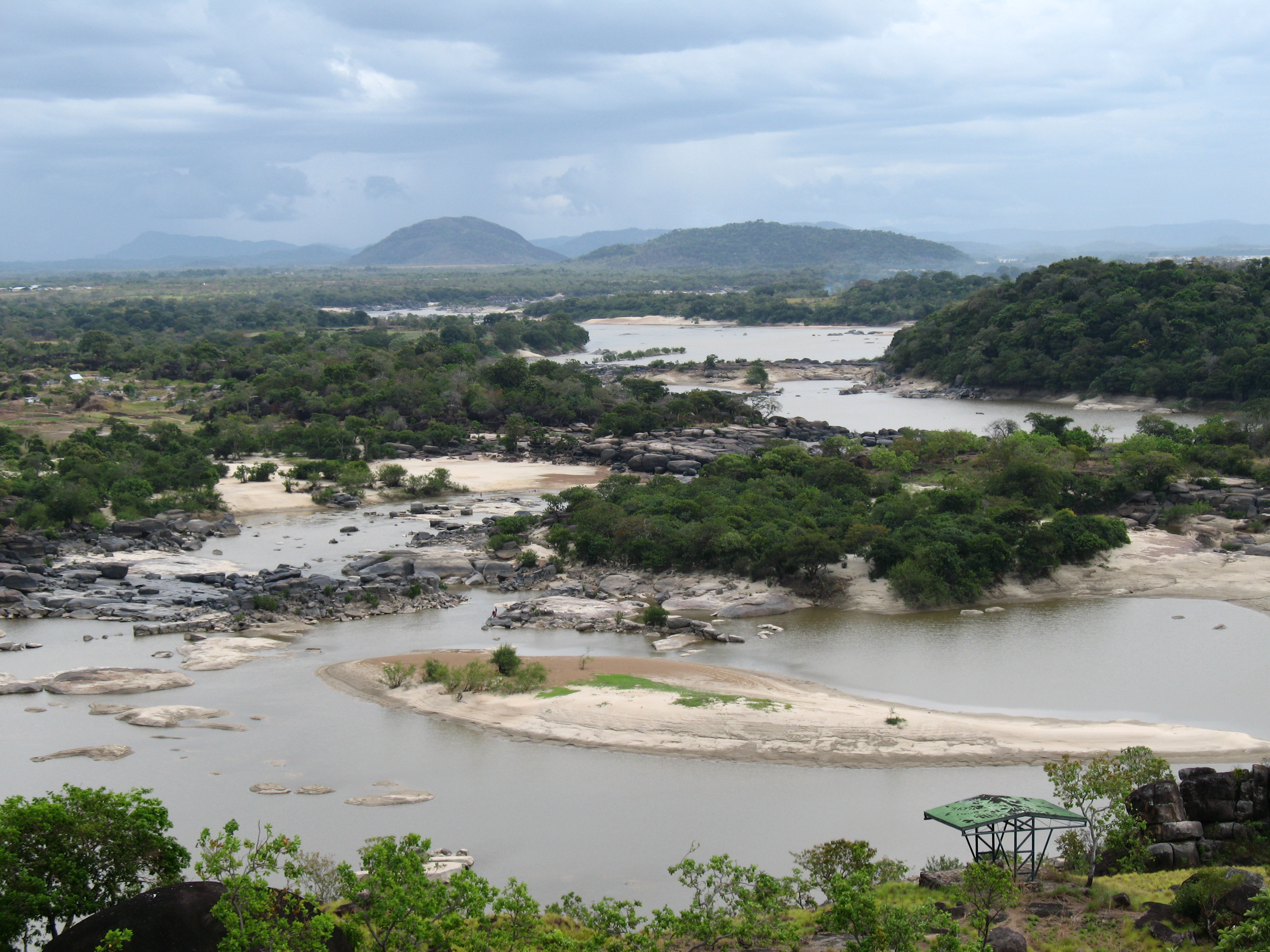
L'Orénoque aux cataractes d'Atures

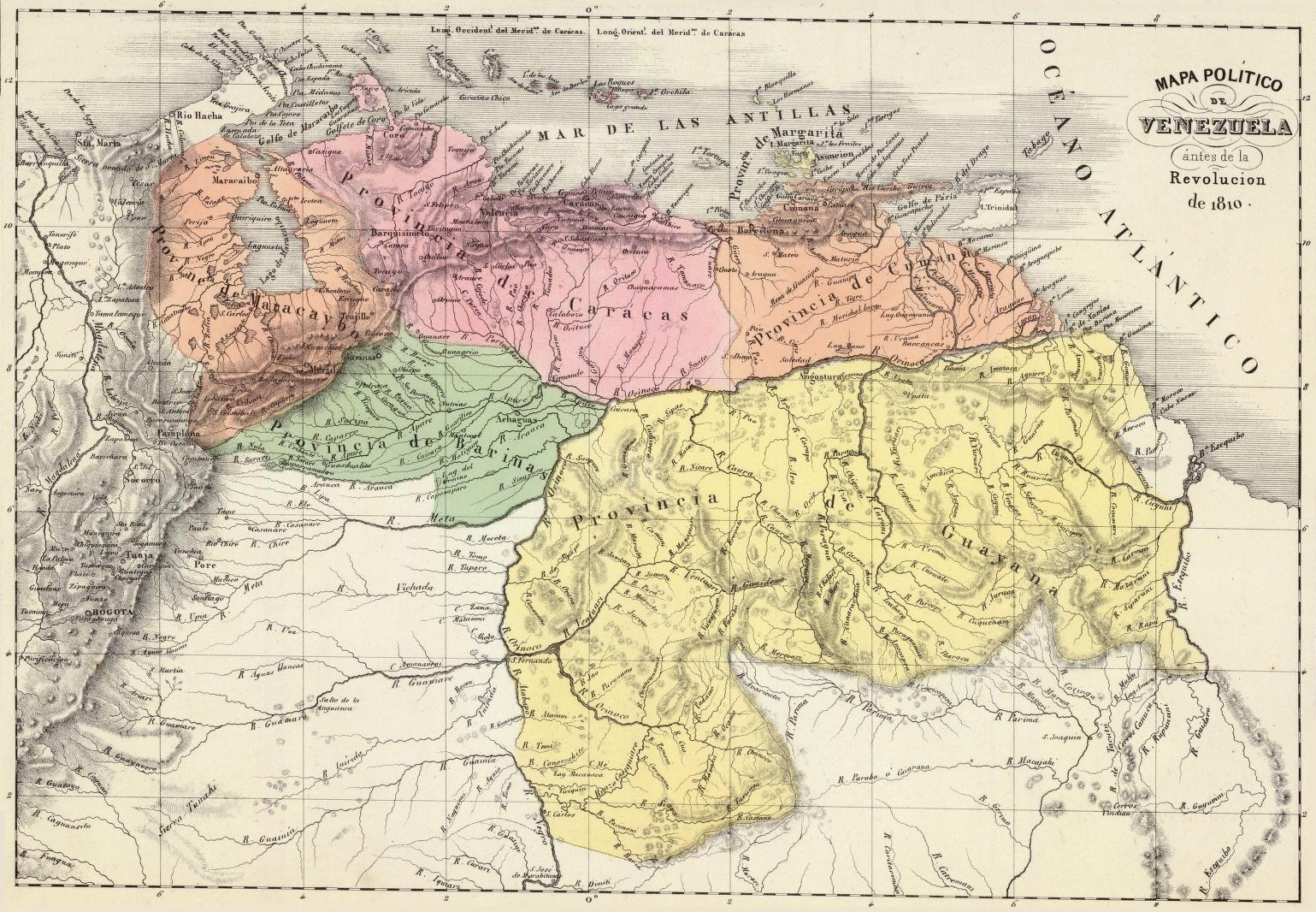
Les grandes régions du Venezuela en 1810 : le bassin de Maracaibo, les llanos, le delta, les Guyanes.

À ces ressources produites en interne, il faut ajouter pas moins de 510,719 kilomètres cubes d'eau produits à l'étranger et qui font partie des ressources utilisables du pays, une fois la frontière franchie. Il s'agit du débit apporté de Colombie par divers affluents de l'Orénoque, essentiellement le río Guaviare, le río Vichada, le río Tomo, le río Meta et le río Arauca. Compte tenu de ces apports, les ressources totales en eau du pays se montent annuellement à quelque 1 233,17 kilomètres cubes (1 233 milliards 170 millions de m3), soit pour une population estimée à 28 millions d'habitants en 2008, environ 44 000 m3 d'eau par habitant, ce qui doit être considéré comme exceptionnellement élevé.
Néanmoins il faut préciser que la pluviométrie est inégalement répartie sur le territoire. De plus l'utilisation de l'eau dans les centrales hydroélectriques pour environ 70 % de la production électrique induit des restrictions d'approvisionnement en électricité en période de sécheresse.

## Environnement
Catastrophes naturelles : tremblements de terre, risques de raz-de-marée, de glissements de terrain, sécheresse périodique.
Environnement — problèmes actuels : pollution du lagon de Valencia par les égouts. Pollution urbaine et pollution aux hydrocarbures du lagon de Maracaibo, déforestation, dégradation des sols, pollution urbaine et industrielle, essentiellement le long de la côte caraïbe.
Environnement — accords internationaux :
Participe aux traités concernant : l'Antarctique, la biodiversité, les changements climatiques, la désertification, les espèces en danger, les déchets nocifs, la conservation de la vie marine, l'interdiction des tests nucléaires, la protection de la couche d'ozone, la pollution maritime, Tropical Timber 83, Tropical Timber 94, les marais, la pêche à la baleine.

a signé mais pas encore ratifié le traité concernant :  Marine Dumping.